# Formaggio di fossa di Sogliano
Il "Formaggio di Fossa di Sogliano DOP'" è un tipico formaggio di fossa prodotto storicamente a Sogliano al Rubicone e in altri comuni della Romagna e delle Marche, che nel 2009 è stato riconosciuto prodotto DOP da parte della comunità europea.
Secondo il disciplinare  DOP può essere prodotto nell’intero territorio 
delle province di Forlì-Cesena, Rimini, Ravenna, Pesaro-Urbino; Ancona; Macerata; Ascoli Piceno e 
parte del territorio della Provincia di Bologna
Può essere prodotto con latte di pura pecora, con latte vaccino e con latte misto (minimo 20% ovino e il resto vaccino), e viene ottenuto tramite fermentazione anaerobica in tipiche fosse storiche riconosciute dal Ministero competente, di forma ovale, scavate nella roccia arenaria.

## Storia

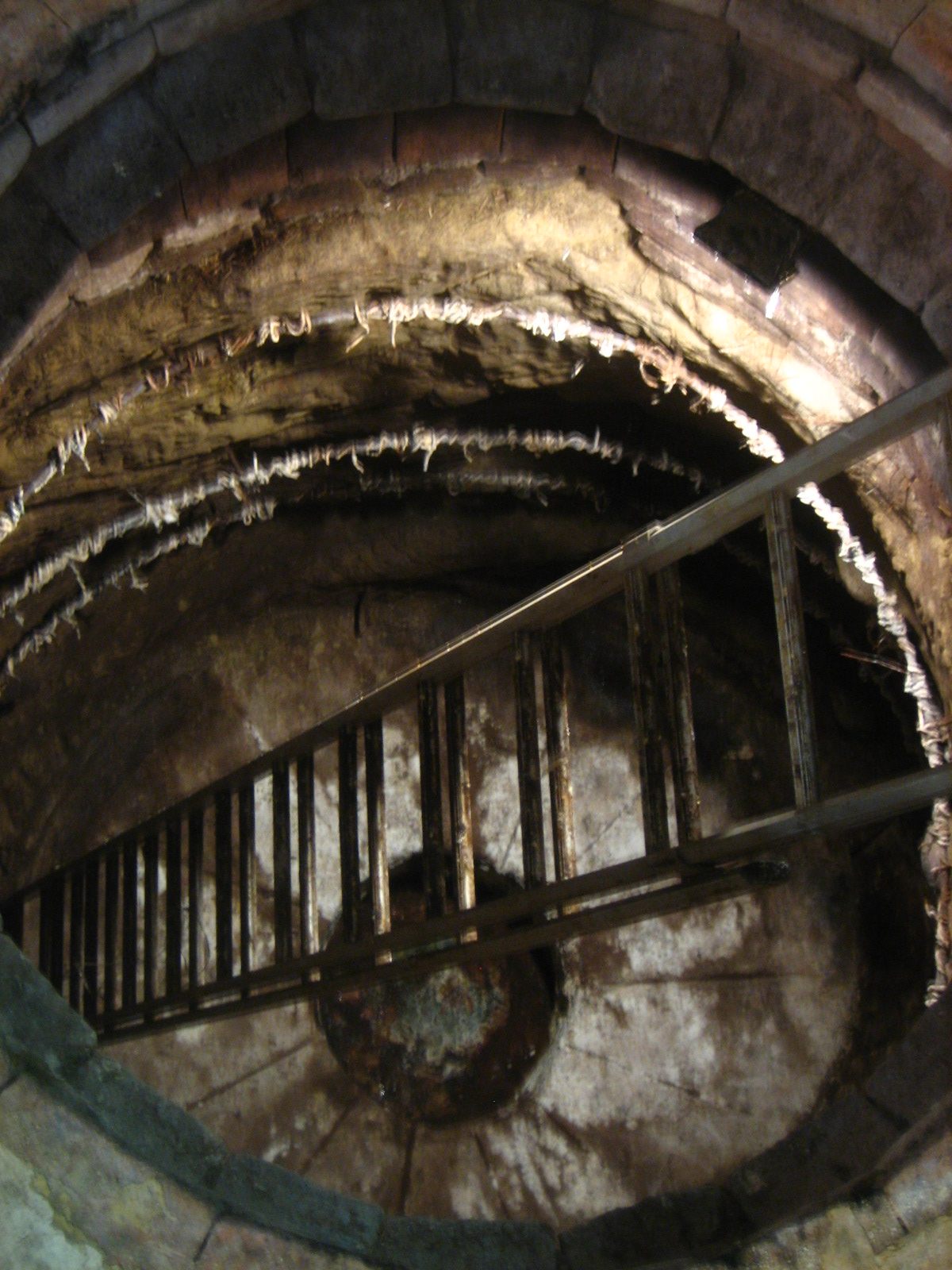
Una fossa per la stagionatura del formaggio.

Conservare le derrate alimentari nel Medioevo era una priorità, e nei territori della Romagna era comune mettere formaggi e altri alimenti sotto terra, in fosse granarie o ghiacciaie: queste fosse avevano come scopo principale la conservazione del grano, al quale però venivano a volte aggiunti formaggi e altri generi alimentari..
Alla fine del XIII secolo, a Sogliano al Rubicone era già famosa la pratica dell'infossatura del formaggio in fosse pubbliche sotto il controllo dei Malatesta. Queste fosse scavate nella roccia arenaria, erano però utilizzate esclusivamente per la fermentazione dei formaggi, e l'infossatura era un servizio pubblico.
Nei periodi primaverili ed estivi, c'era una grande produzione di formaggi, ed era necessario conservarli in vista dei lunghi e freddi inverni. L'infossatura garantiva che per tre mesi il formaggio restasse morbido, e che una volta estratto si conservasse fino alla primavera dell'anno successivo, oltre ad acquisire un sapore unico.
La tecnica di fermentazione del formaggio nelle fosse ha origine molto antica. I codici malatestiani del XIV secolo, gli statuti di Rimini del 1334, gli statuti di Sogliano al Rubicone del 1400 insieme ad altri documenti della seconda metà del XV secolo, come il documento di Vecciano del 27 Agosto 1498 e il testo del 28 Ottobre 1947 testimoniano la consuetudine all'inserimento del formaggio in fossa per conto terzi, e dimostrano che già all'epoca le tecniche di infossatura dei formaggi erano regolamentate e controllate.
Nel 1640 il dominio dei Malatesta su Sogliano al Rubicone terminò, e la famiglia incaricata di svolgere questo servizio pubblico divenne proprietaria delle fosse, e continuò a svolgere questo mestiere in proprio, tramandando questa tradizione fino ai giorni nostri.
I produttori potevano portare il proprio formaggio presso le fosse e, pagando una quota, potevano infossarlo. Dopo circa 90 giorni le fosse venivano riaperte, e i proprietari potevano ritirarlo. .
Il periodo tradizionale di infossatura è in agosto, e la riapertura  avveniva in novembre, tradizionalmente nel giorno di Santa Caterina, il 25 novembre, quando i produttori di formaggio, davano vita ad un mercato nel paese. 
Alla fine del Novecento la tradizione è stata ripresa con la Fiera del Formaggio di Fossa di Sogliano DOP.

## Produzione
La produzione ha regole precise. Le fosse sono cavità di forma tronco-conica con un'unica apertura in alto, scavate nella roccia arenaria (localmente chiamata tufo per il caratteristico odore che emana), le quali favoriscono la formazione di un microclima particolare con umidità e della temperatura costante, con l'innesco di una fermentazione anaerobica del formaggio, cambiandone la forma, il sapore e le caratteristiche bio-chimiche.
Inizialmente la fossa, dopo un periodo di riposo, va aperta, ossigenata e in seguito purificata col fuoco incendiando della paglia posta sul fondo. Ripulite le ceneri, si crea un'impalcatura di canne fissata alla parete che serve a sorreggere un'intercapedine di paglia. In seguito, si crea un tavolato in legno sopraelevato sul fondo.
I formaggi vengono racchiusi in sacchi di tela opportunamente legati e marchiati con un numero per contrassegnare ogni proprietario del sacco, e vengono depositati nella cavità fino al suo completo riempimento. La fossa viene chiusa con un coperchio in legno sigillato utilizzando del gesso, e viene ricreato il selciato con sabbia e sassi.
La fossa rimane sigillata per tre mesi, e trascorso questo periodo di fermentazione il formaggio è pronto.

## Sagre e fiere
- La "Sagra del formaggio di fossa di Sogliano al Rubicone" si tiene ogni anno nelle ultime due domeniche di novembre e nella prima di dicembre. Nel corso della sagra viene appositamente allestito il mercato del formaggio di fossa; per l'evento è possibile visitare direttamente le aziende che infossano il formaggio nelle fosse. Nelle domeniche della sagra alcune fosse vengono tenute aperte al pubblico;
- Anche a Talamello[10] c'è ogni anno la Fiera del formaggio di fossa: si tiene in due domeniche del mese di novembre (di solito la seconda e la terza)[11].